# Farid Abbasov
Farid Abbasov (* 31. ledna 1979, Baku) je šachový velmistr (2007) z Ázerbájdžánu, s ratingem FIDE 2528 (k listopadu 2020).
V roce 1997 skončil na druhém místě na Mistrovství Evropy v šachu mládeže. V roce 2001 získal titul Mezinárodního mistra.
Nejlepší výsledky: První místo v Aluště v roce 2004; první místo v Kirejevku také v roce 2004; druhé místo v Tule v roce 2006; první místo v Konye v roce 2006; první místo na Otevřeném turnaji v Sautronu ve Francii v roce 2007; první místo v Çanakkale v roce 2007; první místo na Otevřeném turnaji v La Fère v roce 2008; první místo na Otevřeném turnaji v Nîmes v roce 2008; druhé místo na Prezidentském poháru v Baku v roce 2008 a první místo na Kaspickém poháru v Raštu v roce 2010.
V roce 2007 vyhrál zlatou medaili na mezinárodním turnaji v Laholmu ve Švédsku.